# Auxilium Pallacanestro Torino
El Auxilium Pallacanestro Torino fue un equipo de baloncesto italiano con sede en la ciudad de Turín, que compitió durante 17 temporadas en la Serie A italiana, y otras 8 en la Serie A2, respectivamente la primera y la segunda categoría del baloncesto en Italia, antes de desaparecer en 2008. Fue refundado en 2015, para luego desaparecer otra vez en 2019.

## Historia
El club se funda en 1966, participando en categorías inferiores hasta que en 1974 les son transferidos los derechos del club Saclà Asti, accediendo directamente a la máxima categoría del baloncesto italiano. En 1976 conseguiría su mayor éxito, al llegar a disputar la final de la Copa Korac, cayendo ante la Jugoplastika Split.
Su última temporada en la Serie A la disputó en 1993, acabando último de la clasificación, descendiendo a la A2. Jugó dos temporadas en dicha categoría, hasta que en 1995 decide renunciar a la plaza y autodescenderse a la Serie B Eccellenza.
En 2007 el equipo desaparece, pero la sociedad turinesa rápidamente reacciona, creando un nuevo equipo, el Basket Torino, que actualmente compite en la Serie B Dilettanti, manteniendo el equipo infantil la denominación de Auxilium Torino.
En 2015 se hace con los derechos del PMS Torino, equipo que se creó en 2011, y vuelve a competir en la Serie A.

## Registro por Temporadas
| Temporada | Categoría | Liga        | Posición | Play-Offs | Copa de Italia | Competición Europea |  |
| --------- | --------- | ----------- | -------- | --------- | -------------- | ------------------- |  |
| 2012–13   | 3         | Nazionale A | 1º       |           |                |                     |  |
| 2013–14   | 2         | LNP Gold    | 5º       |           |                |                     |  |
| 2014–15   | 2         | LNP Gold    | 1º       |           |                |                     |  |
| 2015–16   | 1         | Serie A     | 15º      |           |                |                     |  |
| 2016–17   | 1         | Serie A     | 11º      |           |                |                     |  |
| 2017–18   | 1         | Serie A     | 11º      |           | Campeón        | 2 EuroCup T16       |  |
| 2018–19   | 1         | Serie A     |          | -         |                | 2 EuroCup           |  |

## Palmarés
- Copa Korać
  - Subcampeón (1976)
- Copa de Italia
  - Campeón (2018)

## Jugadores históricos
- Alessandro Abbio
- Darryl Dawkins
- Jay Vincent
- Mike Evans
- Kevin Magee
- Otis Howard